# Spermacoce oligantha
Spermacoce oligantha är en måreväxtart som beskrevs av Ignatz Urban. Spermacoce oligantha ingår i släktet Spermacoce och familjen måreväxter. Inga underarter finns listade i Catalogue of Life.